# Roberto Birindelli
Roberto Francisco Schlesinger Birindelli (Montevidéu, 1 de dezembro de 1962) é um ator uruguaio e brasileiro.

## Biografia
Nascido em Montevidéu, viveu até os 15 anos na Capital Uruguaia, quando se mudou com a família para Porto Alegre, devido ao Regime Militar. Além de ator, Roberto também é formado em Arquitetura. Possui longa carreira na televisão, cinema e teatro, no Brasil e em outros países.
No teatro, passou a encenar na década de 1990 o monólogo “Il Primo Mirácolo” (de Dário Fo), com o qual por mais de 150 cidades brasileiras e outros oito países.

## Filmografia

### Televisão
| Ano     | Título                    | Personagem                      | Notas                                    |
| ------- | ------------------------- | ------------------------------- | ---------------------------------------- |
| 2008    | Chamas da Vida            | Frederico                       | Episódios: "13-19 de setembro"           |
| 2008    | Dicas de um Sedutor       | Breno                           | [ 7 ]                                    |
| 2009-10 | Poder Paralelo            | Francesco Tucci                 | [ 5 ]                                    |
| 2010    | Passione                  | Ugo                             | Episódios: "17 de agosto-20 de setembro" |
| 2010    | Viver a Vida              | Pepe                            | Episódio: "14 de setembro"               |
| 2011    | Insensato Coração         | Inspetor                        | Episódios: "4-7 de julho"                |
| 2012    | A Vida da Gente           | Hernan                          | Episódios: "1 de outubro"                |
| 2013    | Sangue Bom                | Willy Bob                       | [ 12 ]                                   |
| 2014-15 | Império                   | Josué Camargo                   | [ 13 ]                                   |
| 2014    | A Teia                    | Grego                           |                                          |
| 2014    | O Caçador                 | Roberto Ortiz                   |                                          |
| 2015-16 | Além do Tempo             | Guilhermo Ventura               | [ 14 ]                                   |
| 2016-20 | 1 Contra Todos            | José Pedro Pena (Pepe)          |                                          |
| 2017-18 | Apocalipse                | Delegado Guido Fontes           |                                          |
| 2017-19 | A Vida Secreta dos Casais | Dr. Otelo                       |                                          |
| 2018-19 | O Sétimo Guardião         | Tobias Lounge                   | [ 15 ] [ 16 ]                            |
| 2021-22 | Nos Tempos do Imperador   | Marechal Francisco Solano López | [ 17 ]                                   |
| 2021–24 | Dom                       | Paulo Roberto da Silva          |                                          |
| 2022-23 | Reis                      | Samuel                          |                                          |
| 2024    | Estranho Amor             | Gabriel Pinheiro (Pinheiro)     |                                          |
| 2024    | Mania de Você             | Santiago (Gringo)               | Episódios: "19 de outubro-9 de novembro" |
| 2025    | Jogo Cruzado              | Ernesto (Professor)             |                                          |

### Cinema
| Ano  | Título                                     | Personagem         | Ref           |
| ---- | ------------------------------------------ | ------------------ | ------------- |
| 2024 | Perfekta, Uma Aventura da Escola de Gênios | Isaac Newton       | [ 21 ]        |
| 2021 | Vestida de Silêncio                        | Leonel Brizola     | [ 22 ] [ 23 ] |
| 2021 | Garota da Moto                             | Guimarães          |               |
| 2021 | Loop                                       | Delegado           | [ 24 ]        |
| 2018 | Teu Mundo não cabe nos Meus Olhos          | Dr. Jantzen        |               |
| 2017 | Dolores                                    | Octavio Brandt     | [ 25 ]        |
| 2017 | Polícia Federal: A Lei É para Todos        | Alberto Youssef    |               |
| 2014 | Os Senhores da Guerra 2 - Passo da Cruz    | Reinoldo Kruegger  |               |
| 2013 | Simone                                     | Pedro              | [ 26 ]        |
| 2013 | Harmatia - Ventos do Destino               | Capitão do Resgate |               |
| 2013 | O Crime da Gávea                           | Jordão             | [ 27 ]        |
| 2012 | O Absolutismo das Coisas                   | Wilson             |               |
| 2012 | Colegas                                    | Maître argentino   |               |
| 2010 | Kabbalah                                   | Homem no Aeroporto |               |
| 2010 | Viver Outra Vez                            | Simão              |               |
| 2005 | Concerto Campestre                         | Rossini            |               |
| 2005 | Sal de Prata                               | Cristóvão          |               |
| 2000 | Tolerância                                 | Emanuel            |               |
| 1998 | O Duelo                                    | Neto               |               |

## Teatro
- Citta Invisible
- IL PRIMO MIRÁCLO[6][28][29]
- A Cantora Careca
- Amadeus
- A História do Homem que Ouve Mozart

## Prêmios e indicações
| Ano  | Prêmios                       | Categoria               | Trabalho        | Resultado |
| ---- | ----------------------------- | ----------------------- | --------------- | --------- |
| 2020 | Prêmios Produ                 | Melhor Ator Coadjuvante | 1 Contra Todos  | Indicado  |
| 2022 | Prêmio Contigo! Online        | Melhor Ator de Novela   | Reis            | Venceu    |
| 2023 | Festival Sesc Melhores Filmes | Melhor Ator Estrangeiro | Águas Selvagens | Pendente  |